# El rey del Once
El rey del Once és una comèdia dramàtica argentina escrita, produïda i dirigida per Daniel Burman i protagonitzada per Alan Sabbagh i Julieta Zylberberg. Es va estrenar l'11 de febrer de 2016. També fou exhibida a la secció Panorama del 66è Festival Internacional de Cinema de Berlín.

## Sinopsi
Ariel ha refet la seva vida com a economista a Nova York. El seu pare, de qui es va distanciar alguns anys, dirigeix una fundació de beneficència jueva al barri Once de Buenos Aires, on va créixer. Un dia el seu pare el crida perquè torni a casa. Un cop allí coneix Eva, una dona muda i intrigant. Tot plegat el fa retrobar-se amb la tradició per la que es va distanciar del seu pare, qui és capaç d'ajudar a tothom però no al seu propi fill.

## Repartiment
- Alan Sabbagh com Ariel.
- Julieta Zylberberg com Eva.
- Elvira Onetto com Susy.
- Adrián Stoppelman com Mamuñe.
- Dan Breitman com Mumi Singer.
- Elisa Carricajo com Mónica.
- Gabriel Pokster com el mashgiaj.

## Premis i nominacions
- Premi al millor actor a la XXIII Mostra de Cinema Llatinoamericà de Catalunya (Alan Sabbagh)[6]
- Premi al millor actor al Festival de Cinema de Tribeca[7]